# Georg von Kanitz
Georg Karl Elias Graf von Kanitz (* 6. September 1842 in Podangen; † 3. Januar 1922 in Berlin) war Hofmarschall und Mitglied des Deutschen Reichstags.

## Leben
Kanitz – ein jüngerer Bruder des bekannten Parlamentariers Hans von Kanitz und zweiter Sohn des General-Landschaftsdirektors von Ostpreußen, Mitglieds des Preußischen Abgeordnetenhauses sowie später des Preußischen Herrenhauses (1868–1877), Emil Carl Ferdinand Graf von Kanitz (* 1807; † 1877) und der Charlotte von Sydow (* 1820; † 1868) aus dem Hause Stolzenfelde, Neumark – besuchte die Klosterschule in Roßleben und studierte Rechtswissenschaften und Kameralia an den Universitäten Heidelberg und Berlin. In Heidelberg war er Mitglied des Corps Saxo-Borussia.
Er war Lieutenant im 1. Garde-Dragoner-Regiment und dann im Husaren-Regiment von Zieten, nahm an den Kriegen 1866 und 70/71 teil und schied mit dem Rang eines Majors aus dem Militärdienst. Dabei hatte er bereits seit dem 27. Dezember 1866 als Adjutant von General Prinz Friedrich Karl von Preußen gedient.
Kanitz war seit dem 22. April 1870 unter Verleihung der Kammerherrenwürde Hofmarschall des Prinzen Friedrich Karl von Preußen, sowie nach dessen Tod (1885) Hofmarschall von dessen Sohn, des Prinzen Friedrich Leopold von Preußen. Er wurde am 19. März 1886 zum Zeremonienmeister und – unter Entbindung von diesem Amt – am 12. Juni 1889 mit dem Rang einer „Vice-Ober-Hofcharge“ betraut. Kanitz gehörte laut dem Hofhandbuch von 1914 als einer der obersten Hofchargen dem Hofstaat des Kaisers Wilhelm II. am preußisch-deutschen Hof an und bekleidete als königlich-preußischer Kammerherr die Ämter des Obergewandkämmerers und Vizeoberzeremonienmeisters. Er war in dieser Eigenschaft Mitglied des Oberzeremonienamts, führte den Titel eines Wirklich Geheimen Rats (Exzellenz) und war zugleich Direktor im Ministerium des Königlichen Hauses (Hausministerium). Kanitz war Vorsitzender der Generalkommission in Angelegenheiten der Königlich Preußischen Orden.
Von 1893 bis zu seiner Mandatsniederlegung am 14. März 1894 war er Mitglied des Deutschen Reichstags für den Wahlkreis Regierungsbezirk Marienwerder 7 (Schlochau, Flatow) und die Deutschkonservative Partei.

## Familie
Kanitz heiratete am 11. Juli 1870 Helene Boniface Pauline Luise Gräfin von Hatzfeldt-Trachenberg (* 11. Juli 1847 in Paris; † 12. Februar 1931 in Nizza), Tochter des preußischen Wirklich Geheimen Rats und Gesandten Maximilian von Hatzfeldt-Trachenberg und der Pauline Comtesse de Castellane, die Ehe wurde am 28. August 1884 geschieden. Das Paar hatte folgende Kinder:
- Friedrich Karl Maximilian Paul Emil Ludwig Georg Graf von Kanitz (* 28. November 1871; † 21. September 1945), Oberstleutnant a. D.
- Gisela Elisabeth Cordelia Maria Charlotte Maximiliane Rahel Josepha (* 13. August 1873; † 6. Februar 1957) ⚭ 1892 Graf Friedrich von Pourtales, Herr auf Schwechow
- Vera Maria Elisabeth Marequita Maximiliane Charlotte Luise (* 15. März 1875; † 3. Juli 1962) ⚭ 1895 Graf Viktor Graf Henckel von Donnersmarck (1854–1916)
- Irma Elisabeth Agnes Margit Dolly Maximiliane Charlotte (* 12. Januar 1877; † 6. Juli 1968) ⚭ 1907 Graf Friedrich zu Pappenheim (1863–1926)

Alexander von Kanitz und Konrad Graf Kanitz (1844–1901) waren seine Brüder. Letzterer machte als Kammerherr in Mecklenburg-Schwerin Karriere und gründete ebenso eine Familie.